# 호수칠성장어
호수칠성장어(학명: Entosphenus macrostomus) 또는 밴쿠버칠성장어는 칠성장어과 태평양칠성장어속에 속하는 무악어류의 일종으로, 본래 태평양칠성장어의 아종으로 분류됐었다가 1982년에 신종으로 등재되었다.